# Emblemaria
Emblemaria es un género de peces perciformes de la familia Chaenopsidae.

## Especies
Se reconocen las siguientes especies:
- Emblemaria atlantica
- Emblemaria australis
- Emblemaria biocellata
- Emblemaria caldwelli
- Emblemaria caycedoi
- Emblemaria culmenis
- Emblemaria diphyodontis
- Emblemaria hudsoni
- Emblemaria hyltoni
- Emblemaria hypacanthus
- Emblemaria nivipes
- Emblemaria pandionis
- Emblemaria piratica
- Emblemaria piratula
- Emblemaria tortugae
- Emblemaria vitta
- Emblemaria walkeri